# Gustaf von Heidenstam
Nils Gustaf von Heidenstam, född den 2 juni 1822 i Sörby, Ronneby socken, Blekinge län, död den 2 juni 1887 i Hedvig Eleonora församling i Stockholm, var en svensk fyrkonstruktör.

## Utbildning
von Heidenstam inledde sin karriär som 14-åring med inträdesexamen 1836 till flottans informationsverk i Karlskrona. Samma år var han extra kadett på briggen HMS Harmonium. Han avlade artilleriunderofficersexamen i Flottan i april 1837. Två år senare blev han underkonduktör vid ingenjörskåren och tjänstgjorde vid Karlsborgs fästningsarbeten sommaren 1840. Följande år avlade han studentexamen i Lund, därpå ingenjörskårens officersexamen och blev underlöjtnant i juni 1842.

## Karriär
År 1848 gjorde von Heidenstam beräkningar, kartor och förslag till utvidgandet av inloppet till Ronneby hamn. Han anställdes 1849 som ingenjör på fyr- och båkinrättningen inom Lotsverket. Han blev löjtnant 1852 och kapten 1854. von Heidenstams första uppdrag på Lotsverket var, att presentera ett fullt utbyggt fyrsystem runt Sveriges kuster. Han kom 1856 med ett fullständigt förslag till fyrsystem för Sverige. Två år senare utnämndes han till överingenjör vid lots- och fyrinrättningen i riket. Vid flottans mekaniska kår blev han major 1863 och överstelöjtnant 1875.

## Arbeten
von Heidenstam utvecklade en fyrkonstruktion i järn, som var uppbyggd av rör med snedstag runt en central järnpelare. Dessa kom sedan att kallas heidenstamsfyrarna eller "heidenstammare" av allmänheten. Bland von Heidenstams många arbeten kan nämnas följande:
- fyren vid Grimskär utanför Kalmar (1851),
- fyren vid Hjortens udde (1852) (SBM 2017) vid västra Vänern,
- två fyrar på Gotska Sandön (1858-1859) (SBM 1935),
- de två fyrarna på Sandhammaren (1862) vid Ystad (SBM 1978),
- fyren vid Häradskär (1863) sydost om Valdemarsvik,
- fyren Måseskär (1865) väster om Orust (SBM 2017),
- fyren vid Pater Noster (1868) (SBM 2015) utanför Marstrand,
- fyren Utklippan (1870) (SBM 1935) utanför Karlskrona,
- fyren vid Kapelludden (1872) (SBM 1978) på Öland
- fyren Svenska Högarna (1874) i Stockholms norra skärgård och
- Bogskärs fyr (1882) i Ålands sydöstra skärgård.

## Familj
Gustaf von Heidenstam  tillhörde  ätten von Heidenstam. Han gifte sig den 25 september 1857 med Magdalena Charlotta Rütterskiöld (1837–1917), dotter till Carl Rütterskiöld (1798–1868) och Didrika Beata Sofia "Bibi" von Vegesack (1802–1884). Efter mycket besvär med sina njurar och långa sjukskrivningar begick von Heidenstam självmord på sin 65-årsdag. I äktenskapet föddes författaren och nobelpristagaren Verner von Heidenstam (1859–1940).  Han kremerades vid Hagalund krematorium den 15 oktober 1887. 

## Priser och utmärkelser
- RVO, 3 maj 1865
- LKrVA, 1870
- RNO, 1 december 1881
- RRS:tAO, 1882
- Bogskärsmedaljen, 1884
- RNS:tOO, 1885
- RRS:tO2kl

## Bildgalleri

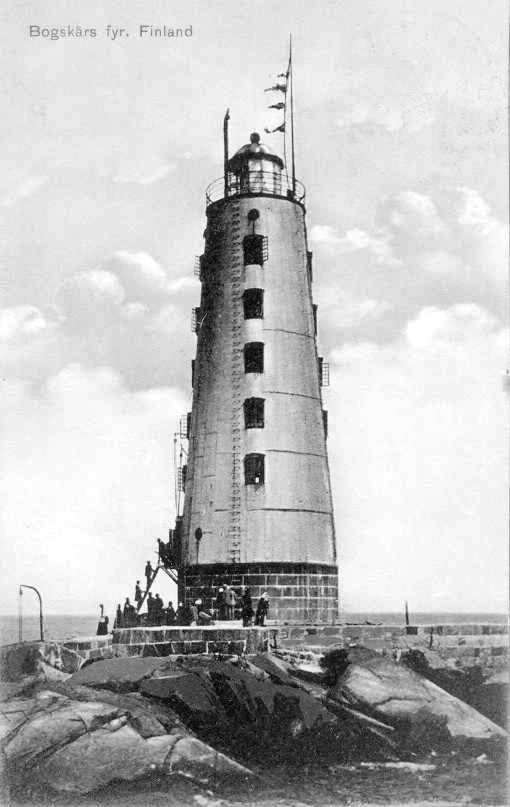
Bogskär (1882)
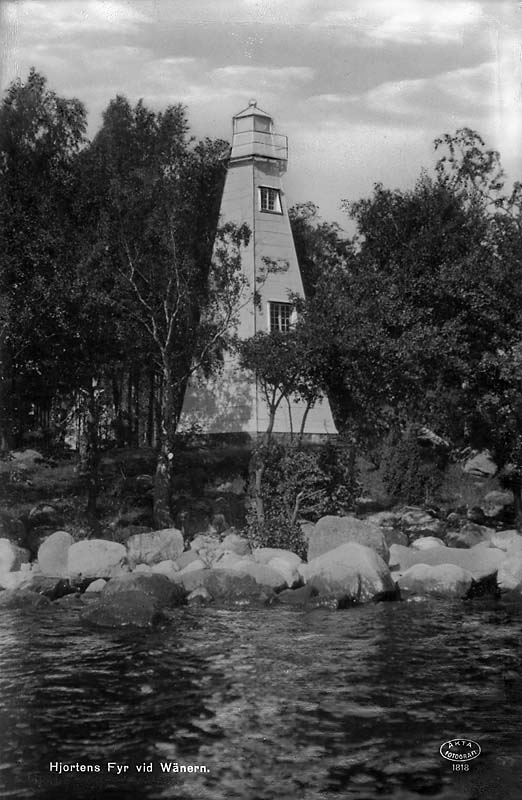
Hjortens udde (1852)
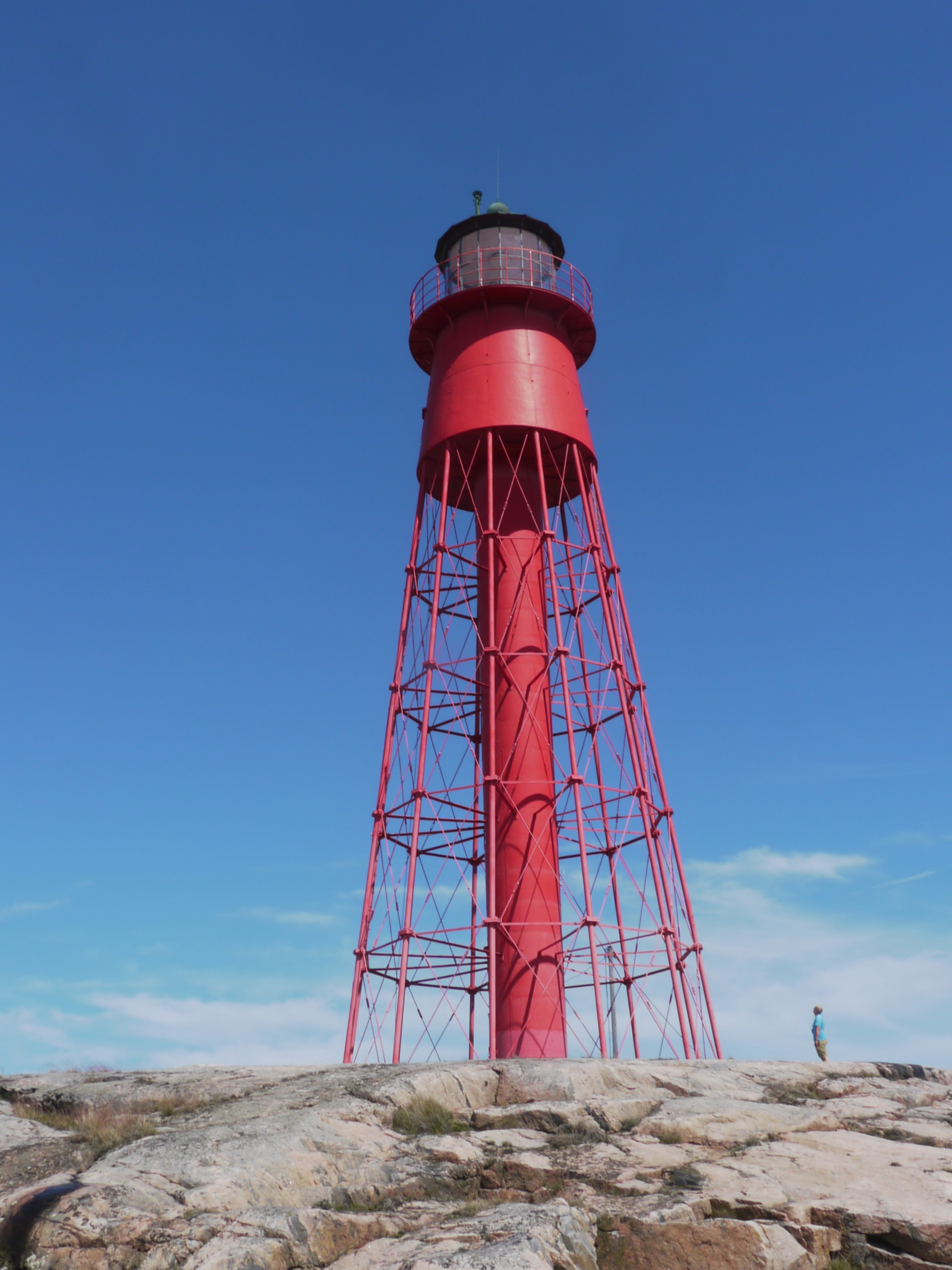
Häradskär (1863)
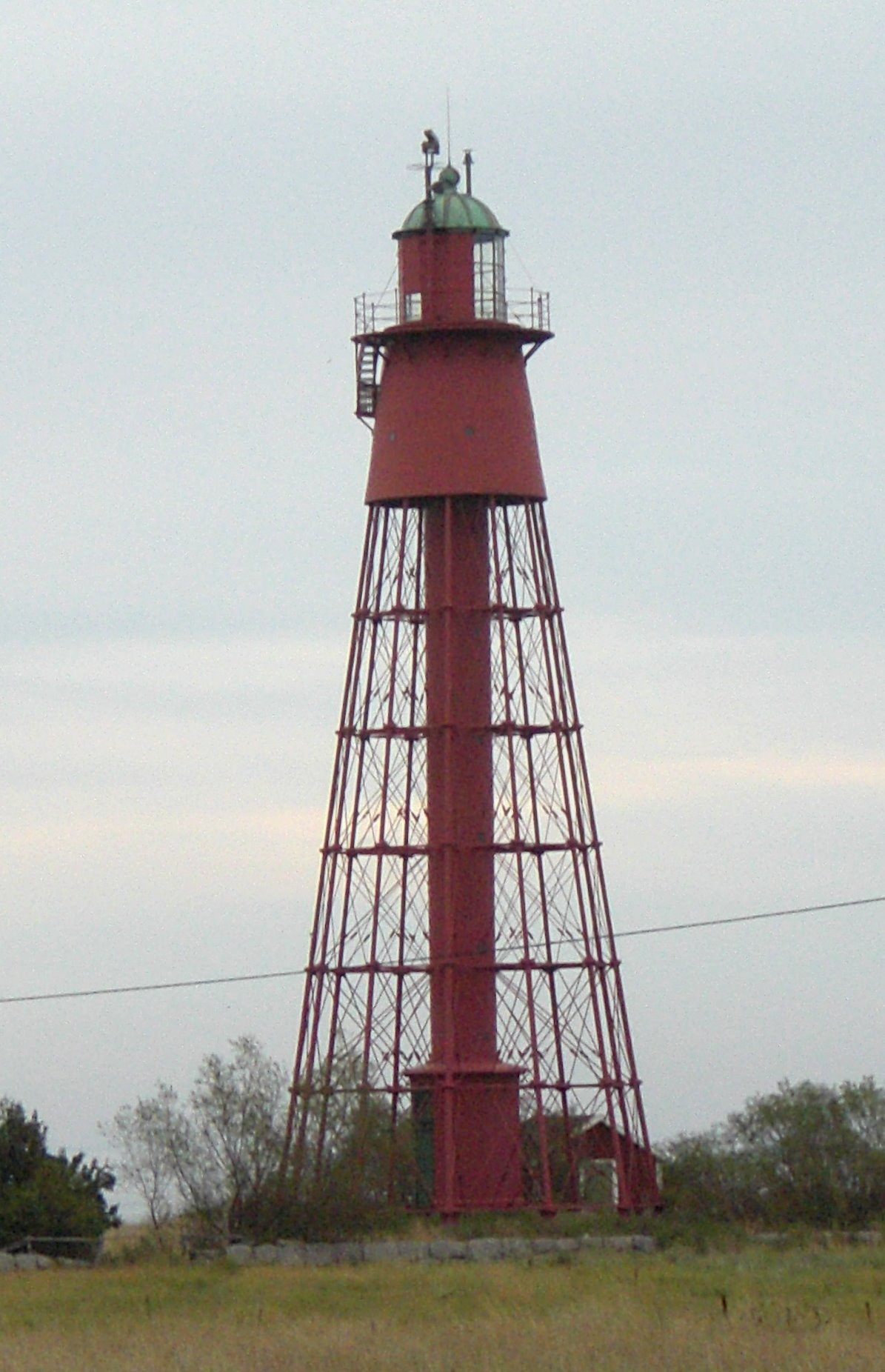
Kapelludden (1872)
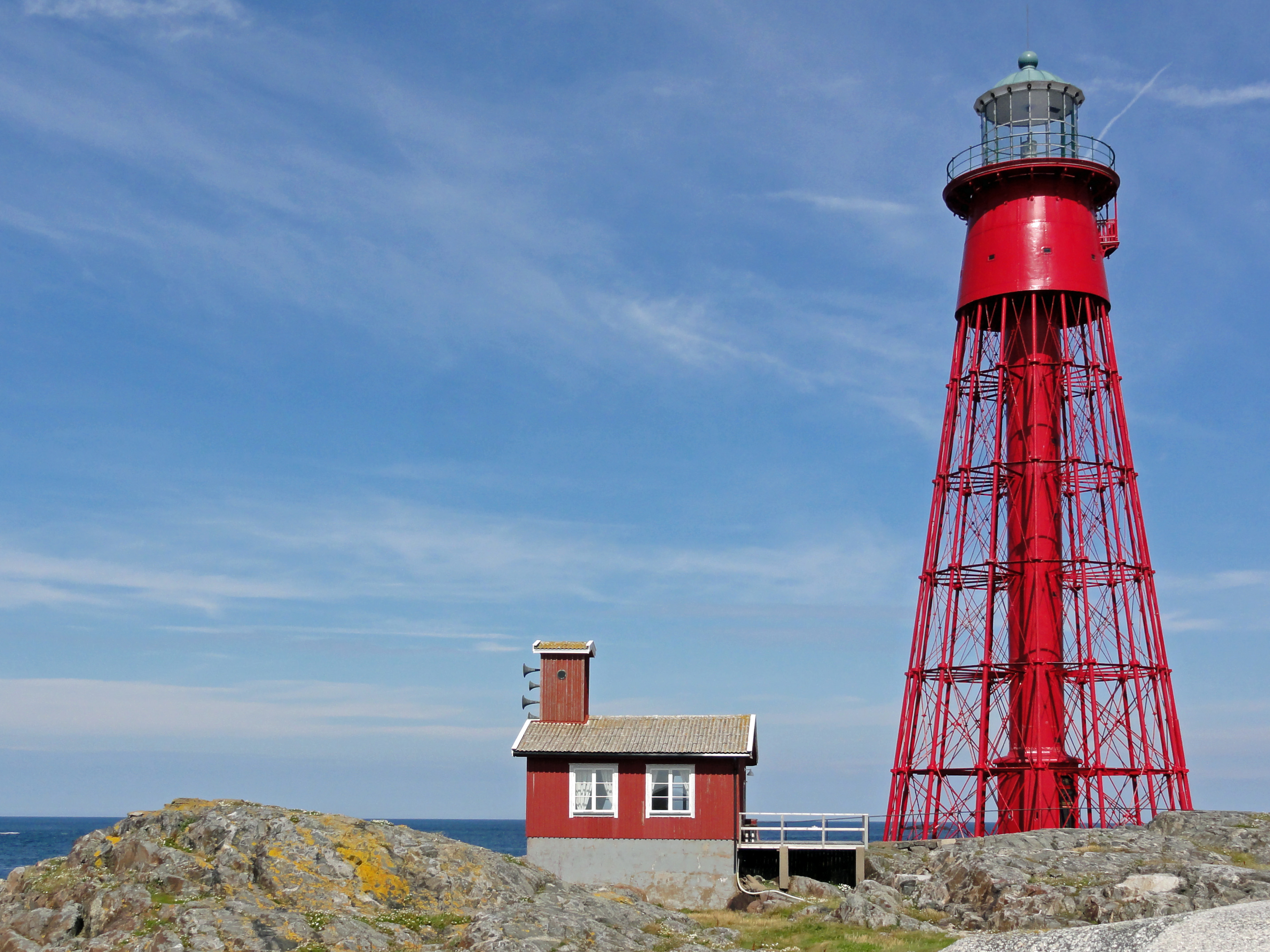
Pater Noster (1868)
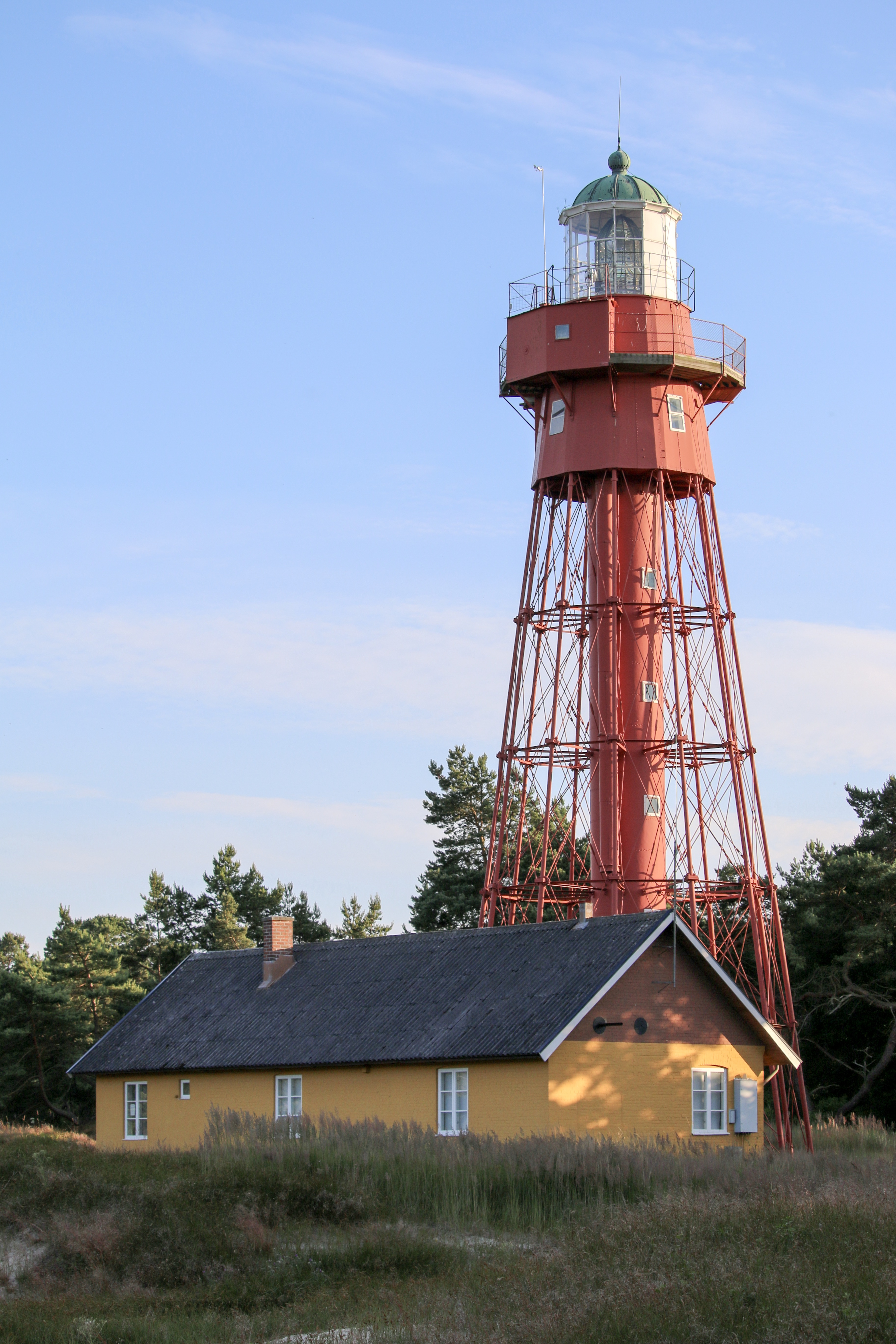
Sandhammaren (1862)
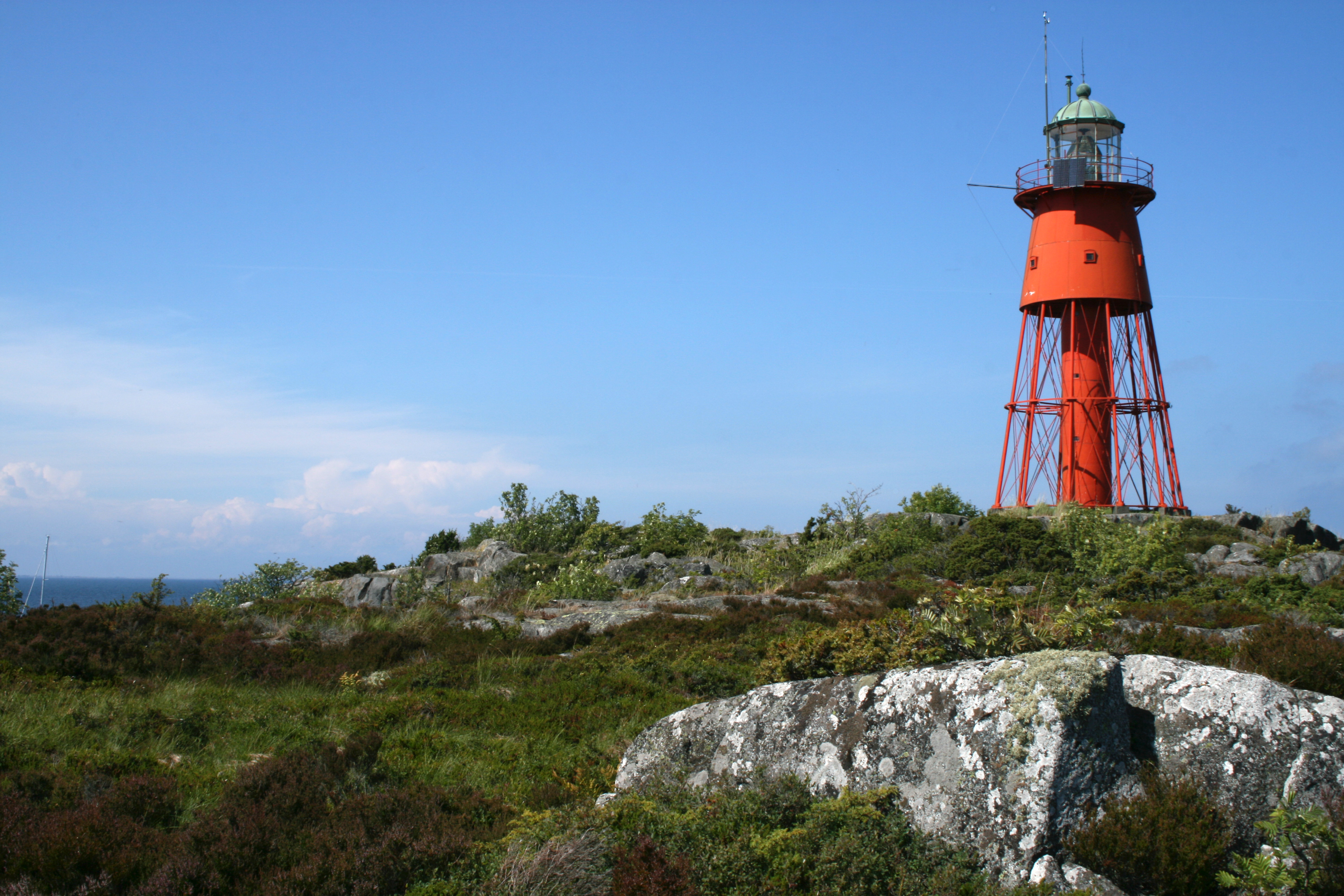
Svenska Högarna (1874)
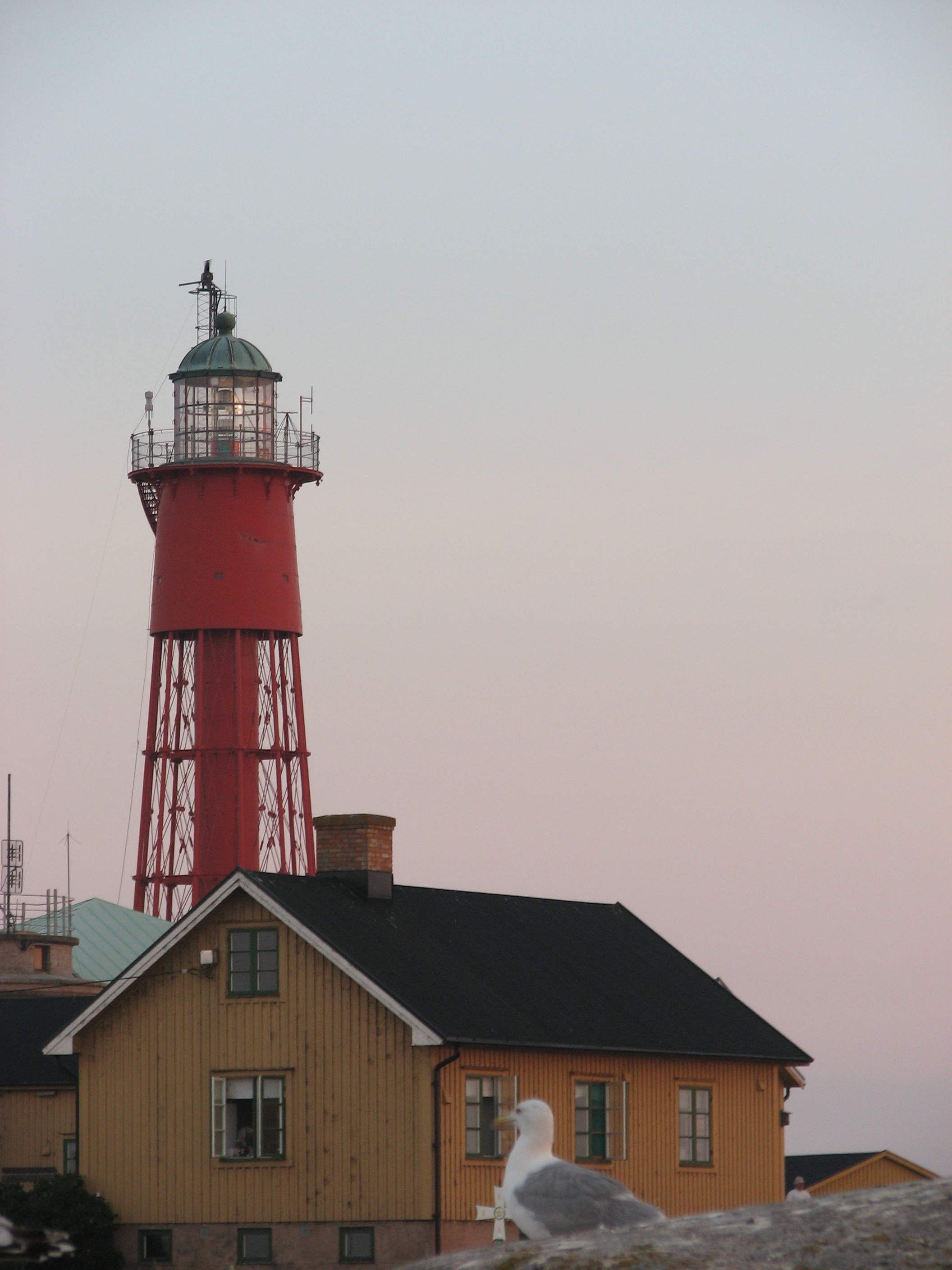
Utklippans fyr (1870)